# Wells Enterprises
Wells Enterprises, Inc., è un'azienda statunitense con sede a Le Mars, specializzata nella produzione di gelati, di proprietà della Ferrero.

## Storia
Fondata nel 1913 da Fred H. Wells Jr., l’impresa ebbe origine come una semplice attività di distribuzione di latte, avviata dopo l’acquisto di un cavallo, un carro e alcune attrezzature per 250 dollari da un contadino locale.
Negli anni ’20, Fred Wells e i suoi figli iniziarono a produrre gelato, che venne inizialmente venduto nelle vicine città di Remsen, Alton e Sioux City. Nel 1928, la famiglia vendette alla Fairmont Ice Cream Company la rete di distribuzione attiva a Sioux City, cedendo contestualmente anche il diritto esclusivo di utilizzare il nome “Wells” nella città per la commercializzazione del gelato. Quando nel 1935 decise di rientrare su quel mercato, non poté usare il proprio nome storico per motivi legali. Indisse quindi un concorso sul quotidiano Sioux City Journal per scegliere una nuova denominazione. Vinse un cittadino che propose il nome Blue Bunny, ispirandosi ai coniglietti blu osservati dal figlio in una vetrina pasquale.
È importante notare che tale restrizione legale si applicava esclusivamente alla vendita del gelato nell’area di Sioux City, e non impediva l’uso del nome Wells in altri contesti. La famiglia mantenne dunque la denominazione Wells' Dairy come nome legale dell’azienda, nonché per le attività legate alla produzione di latte, yogurt e altri latticini in mercati non soggetti a vincoli. Negli anni seguenti, il marchio "Blue Bunny" divenne comunque il brand commerciale principale per i gelati, anche al di fuori di Sioux City.
Dopo la morte del fondatore nel 1954, l’attività fu gestita dai suoi figli Harold, Mike, Roy e Fay, insieme al cugino Fred D. Wells. Negli anni ’50 la società costruì a Le Mars il North Plant, destinato alla produzione industriale di gelato, mentre nel 1963 sorse lo stabilimento per la lavorazione del latte. L’azienda mantenne una gestione familiare fino al 1977, quando assunse il nome di Wells’ Dairy, Inc. secondo la legge dell’Iowa.
Durante gli anni ’80, l’impresa conobbe una rapida espansione: ampliò il North Plant acquistando cinque lotti adiacenti, aggiunse nuove linee produttive, un reparto di miscelazione e un congelatore verticale. Acquistò anche uno stabilimento a Omaha per la produzione di latte, yogurt e succhi. Nel 1991 rilevò l’azienda Merritt Foods, acquisendo così anche il marchio Bomb Pop. Nel 1992 avviò un ambizioso piano di espansione nazionale, culminato con la costruzione del South Ice Cream Plant: un impianto di 84.000 m² con un freezer alto 12 piani, che rese Le Mars la sede del più grande produttore di gelato al mondo in un’unica località.
Nel 2003 aprì un impianto a St. George, nello Utah, per servire il mercato della costa occidentale, che però chiuse nel 2014. Nel frattempo, l’azienda continuò a innovare e diversificare, acquisendo nel 2019 la Fieldbrook Foods, aumentando la produzione complessiva a oltre 200 milioni di galloni all’anno.
Nel dicembre 2022, Wells Enterprises annunciò l’acquisizione da parte del gruppo italiano Ferrero. L’operazione fu completata nel gennaio 2023. Con essa, Ferrero mantenne Wells come entità operativa autonoma, preservandone sede e stabilimenti, mentre Liam Killeen fu nominato nuovo CEO, succedendo a Mike Wells.
Nel 2024, l’azienda annunciò un importante piano di espansione del suo impianto a Dunkirk, New York, per un investimento totale di 425 milioni di dollari, destinato a quadruplicare la capacità produttiva entro il 2025.

## Linee e prodotti
Wells Enterprises è conosciuta per una serie di gelati iconici, molti dei quali sono rimasti in produzione per decenni:
- Blue Bunny: è il marchio principale di Wells Enterprises e uno dei più noti negli Stati Uniti. Offre una vasta gamma di prodotti, come vaschette, coni, stecchi e sandwich, pensati per famiglie e consumatori individuali. È apprezzato per la varietà di gusti, le edizioni stagionali e uno stile comunicativo accessibile e giocoso;
- Bomb Pop: è uno storico ghiacciolo tricolore (rosso, bianco e blu) a forma di razzo, diventato un’icona dell’estate americana e strettamente legato al mercato infantile. Acquisito da Wells Enterprises nel 1991 insieme alla Merritt Foods, il marchio si evolve nel tempo con l’introduzione di nuovi gusti, versioni in formato mini, prodotti complementari come gomme da masticare e collaborazioni con franchise dell’intrattenimento;
- Halo Top: è un marchio acquisito da Wells Enterprises nel 2019, noto per il suo posizionamento nel segmento del gelato “better-for-you”. Offre prodotti a basso contenuto calorico, ricchi di proteine e adatti a diete ipocaloriche, con varianti sia dairy che non-dairy (vegane). Si afferma come uno dei protagonisti della nuova generazione di dessert salutistici, contribuendo alla trasformazione del mercato del gelato negli anni 2010;
- Blue Ribbon Classics: è la linea economica e accessibile di Wells Enterprises, pensata per la grande distribuzione e presente in catene come Walmart e Target. Propone formati standard come sandwich, coni, vaschette e stecchi, con una selezione di gusti classici, pensati per il consumo quotidiano e familiare.;
- The Cheesecake Factory At Home: è una linea di gelati ispirata alle famose cheesecake dell’omonima catena di ristorazione statunitense. Viene proposta in vaschette dai gusti ricchi e indulgenti, come Strawberry Cheesecake o Chocolate Fudge Ripple, offrendo un’esperienza dessert che richiama i sapori iconici del brand originale.